# Ozyptila simplex
Ozyptila simplex är en spindelart som först beskrevs av O. Pickard-Cambridge 1862.  Ozyptila simplex ingår i släktet Ozyptila och familjen krabbspindlar. Inga underarter finns listade i Catalogue of Life.